# 湯瑪斯·希基
湯瑪斯·希基（英語：Thomas Hickey；？—1776年6月28日被絞首）是美國獨立戰爭期間的一名大陸軍士兵，他是在即將成形的合眾國內第一位因為叛國罪而被處決的人。出生於愛爾蘭，他跟隨英軍以士兵的身分來到美洲，並在威廉·強森少將麾下以個人助理身分參與七年戰爭。但在革命爆發之後便成為逃兵並投靠大陸軍。他成為華盛頓保鑣團的一員，保鑣團的職責是保護華盛頓、華盛頓的職員以及大陸軍的薪資。希基曾因為走私假幣而在紐約入獄，因叛變與煽動而接受審判並被處決，而且他可能涉及1776年間一場針對喬治·華盛頓的刺殺計畫。

## 陰謀
在1776年4月，在波士頓戰役結束之後，華盛頓將軍與大陸軍抵達紐約市，並且為預料中英軍會為了攻占紐約而發起的攻擊做準備。紐約的英國皇家總督威廉·特賴恩已經被革命勢力逐出紐約，並在紐約港找船避難，然而，紐約市內仍有許多居民是偏好英國的親英分子。
湯瑪斯·希基是總指揮官警衛中的一名士兵，這是一個在1776年3月間組成的單位，目的是為了保護華盛頓與他的正式文件，以及大陸軍的資產。 希基與另一名士兵在該年春天被發現走私假幣，他在被關押於布萊德維監獄期間向一名名叫Isaac Ketchum 的囚犯透露自己參與了一個更大的陰謀，在英國軍隊如預料一般襲來時，軍隊會對英國投誠。 被市府當局逮捕之後，希基被送交到大陸軍受審，他接受軍事審判並被證實犯下叛變罪與煽動罪。他在1776年6月28日在紐約的基斯提街與格蘭街口於2萬名圍觀群眾前被絞死，他是因為陰謀而受審的唯一一人。 在審判過程中，親英派的紐約市長大衛·馬修斯被控資助一起以賄賂誘使軍隊投靠英國的行動，儘管這則指控從未被證實，馬修斯與另外12人仍被短暫地監禁。 陰謀論在流言之間被過度誇大，演變成了一起包括綁架華盛頓、刺殺其職員並且引爆大陸軍的彈藥堆的計畫，這則流言嚴重的損害了親英分子在新生合眾國的名聲。 

### 士兵或是士官？
在1776年6月26日的Court Martial for the Trial of Thomas Hickey and Others 一文中，希基在吉布斯少校的命令之下，以華盛頓保鑣團的一名哨兵（英文：private sentinel）身分被提及。有理由相信這份文件是在獨立戰爭結束後不久完成的抄本，那時許多官方文件都基於保存目的而被複製。在Harry Ward 的George Washington's Enforcers (2006) 一書中，稱希基的軍階為士官，並提到迦勒·吉布斯上尉直到1778年6月29才晉升為少校，那是希基受審兩年之後的事。 當在籍士兵被定罪時，連帶將軍階降到最低的「士兵」是很常見的處分。一份戰後的文件抄本可以解釋為何希基會被列為最低階級，當吉布斯正在他的最高位時。

## 刺殺計畫

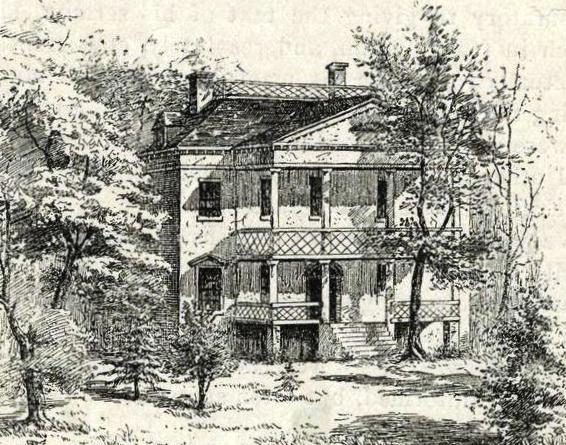
里士滿山莊（1760年間建造於加利福尼亞州，拆除於1849年）。

在1776年6月間，華盛頓的總部位於里士滿山莊（英文：Richmond Hill），一座位於市區外的郊區別墅。一位在2哩外營業的酒店老闆山謬·佛朗西斯，為華盛頓與他的部下供應食物。華盛頓雇用了一位管家，是一名72歲的寡婦，名叫伊莉莎白·湯普森，伊莉莎白在1776年6月到1781年月間在里士滿山莊任職。 

儘管希基因為走私假幣而入獄，並且在獄中被指控煽動與策劃陰謀，一名19世紀後期的華盛頓人William Spohn Baker，相信希基被處決的真正原因是參與一場企圖一場殺害或綁架華盛頓的計畫。
＂湯瑪斯·希基，華盛頓的其中一名護衛，接受了一場軍事審判並被判處死刑，他被發現與一場企圖在英軍抵達時謀殺，或是盡可能捕獲華盛頓並交給威廉·何奧的陰謀有所關連。這個陰謀可以追溯至特賴恩總督，而市長（大衛·馬修斯）則是介於他與當事者之間的主要媒介。＂

貝克對希基被判處的罪名有所誤解，但在1776年間確實有著關於刺殺計畫的謠言。

＂［1776年6月24日］一個最邪惡的計畫曝光了，一個如果付諸實行，將會讓美洲動搖，並且對我們造成致命打擊，就好比火藥陰謀成功的話，英格蘭會發生的事，邪惡的陰謀家是數名托利黨員（這座城市的市長是他們的一員），與三名華盛頓將軍保鑣團的成員。計畫是殺害華盛頓與普特南，並盡可能殺害更多其他指揮官。＂

＂［1776年7月13日］我相信你們已經聽聞將軍保鑣團的一員被處決，因為不久前被發現的邪惡陰謀。那時大批的群眾注視著那位可悲的同儕被絞首。＂

在同時期有另外兩份關於刺殺陰謀的文獻被發表。兩年後，一則對於刺殺嘗試的混亂記載出現在一份地方性的英文報紙上，《伊普斯威奇日報》（英文：Ipswich Journal）1778年10月31日： 
＂來自美洲的消息表示，以僕人身分與華盛頓將軍同住的一男一女兩人，已經因為密謀毒害他們的主人而在軍隊之前被處決。＂ 

### 弗朗西斯對議會的請願

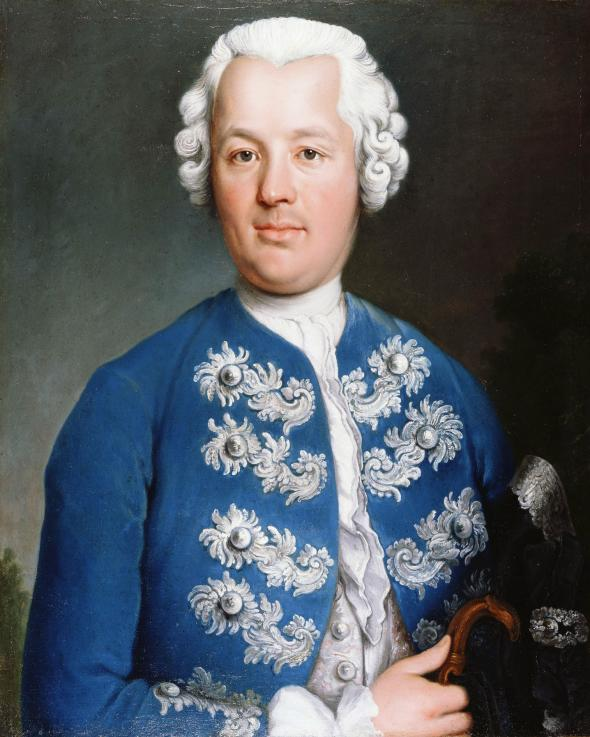
山繆·弗朗西斯的肖像畫，由不知名的藝術家於1770-85間所繪，收藏於紐約市弗朗西斯博物馆。

在1785年3月5日的一次宣誓請願之中，山繆·弗朗西斯聲稱是他發現了刺殺計畫，而他被錯誤的指控為陰謀的一份子並因此入獄，直到他的清白被證實之後才被釋放。他寫道（以第三人稱）： 
＂他［弗朗西斯］是第一個發現1776年那場威脅華盛頓將軍閣下生命的陰謀的人，當局因為這個重大發現而對他產生的懷疑，在他成為囚犯之後，引起一場希望找到證據以保全他生命的公眾調查。＂

議會對佛朗西斯請願的回復中對陰謀輕描淡寫，但是認同他「有助於發現並瓦解陰謀」。 為了補償獨立戰爭期間產生的債務，議會獎賞他2000美元。 之後的一次支付補齊了累計利息， 另外議會也支付1625美元以租借他的酒館兩年做為聯邦政府的辦公室。

## 菲比.弗朗西斯傳說
瑪莎·華盛頓的孫子喬治·華盛頓·帕克·卡斯蒂斯於1857年過世。兩年後，他的女兒羅伯特·E·李夫人出版其回憶錄，回憶錄有著古文物研究者本森·J·羅辛所加入的延伸註釋。其中一條註釋敘述了一則希基試圖毒害華盛頓的故事：
＂在1776年的夏天，當華盛頓與他的軍隊佔領這座城市時，指揮部位於里士滿山莊，市區以外的不遠處，後來成為阿龍·伯爾的宅邸。［山繆·］弗朗西斯的女兒是華盛頓的女管家，她揭露希基的意圖而救了華盛頓的一命，希基是保鑣團的一員（前面已提過），他當時正要謀殺將軍，方法是在一盤為將軍準備的豌豆下毒。＂
實際上卡斯蒂斯的回憶錄中並没有這則故事－－這則故事是羅辛所添加的－－但是這兩者之間的差別很容易使讀者混淆。羅辛在1870年出版的一本書中複述了這個故事，宣稱華盛頓的管家在希基的軍事審判中作證。
＂這名衛兵受到軍事法庭的審判，並在一名管家，以及一名沒有被罪魁禍首腐化的士兵的作證之下，他被判『叛亂與煽動與私通殖民地之敵』有罪，並被判處絞刑。[*]

[*]＂這些事實與某一位作家（W.J. Davis先生）的朋友有關，纽约的故人Peter Embury，他當時就住在紐約市，與將軍的管家相當熟識，也有參與到希基的處決。＂
羅辛的資訊是第三手的（如他自己坦承的一般）。這個故事因為1776年6月26日希基受軍事法庭審判的紀錄而顯得不可信，因為這份紀錄中沒有包含管家的證詞 。1876年1月號的斯克里布納月刊，John F. Mines 複述了羅辛的故事，並確定了管家的身分。 這是在希基被處決之後99年的事，也是菲比·弗朗西斯這個名字首度出現在印刷品上。Mines 沒有為這篇雜誌文章列出資料來源。 這個故事在應百年博覽會而起的愛國運動中被全國性的閱讀。
＂1776年春天，華盛頓將總部設置紐約時，『黑山姆』的其中一名女兒，菲比·弗朗西斯是他的管家，也是能阻止一場威脅他生命的陰謀的資產。陰謀的執行者是湯瑪斯·希基，他本是英軍的逃兵，後來成為華盛頓保鑣團的一員，並成功使自己在總部受眾人喜愛。幸運的是，這位企圖執行陰謀者陷入對菲比·弗朗西斯的熱戀，並將她視為知己。她對她的父親透漏了計畫，而事情也適時的落幕。希基被逮捕並接受軍事法庭的審判。＂
Henry Russell Drowne 在1919年於他著作的弗朗西斯酒館歷史複述了菲比弗朗西斯的傳說：
＂他［山繆·弗朗西斯］的女兒是華盛頓在里士滿山莊Mortier 宅邸的管家，當時總指揮官進駐該處以作為總部，當時是1776年6月，而也就是她揭發了刺殺華盛頓與普特南的計畫，這使得她的愛人，一位名叫湯瑪斯·希基的愛爾蘭男人，一位不列顛的逃兵，後來成為華盛頓的保鑣團的一員，被逮捕，他因此在1776年6月28日被迅速處決。＂

### 被反駁的傳說
沒有任何紀錄顯示山繆·弗朗西斯有個名叫菲比的女兒，這個名字沒有出現在費城的基督教堂或是紐約的三一教堂對其兒女洗禮的紀錄之中。他在1795年9月11日立下的遺囑也沒有提到任何的「菲比」。
弗朗西斯有著「黑山姆」（英文：Black Sam）的綽號，這點是有據可查的， 但在1790年間，美國紐約人口普查將他列為「白種男性自由人」以及奴隸主。 紐約稅務紀錄列出了他家中的奴隸以及契約勞工， 而且他也曾在在一份紐約的報紙上打廣告販售一名奴隸。 如果真的曾有這麼一名「菲比」存在，她可能是弗朗西斯的一名傭人或是奴隸，而非她的女兒。
自助出版的作家Charles L. Blockson 稱「菲比」是弗朗西斯的長女Elizabeth 的別名，但他沒有為這個論點提供任何證據。 如果傳說中的這名女性真是Elizabeth Fraunces，做為一個戰時特務或是秘密愛人，她應該太過年幼。Elizabeth 的生日是1765的12月26日，這代表著，當希基被處決時，她只有10歲半而已。

## 流行文化
- 1977年Judith Berry Griffin 著的童書Phoebe the Spy 之中，希基以反派的身分出現。
- 2008年Laurie Halse Anderson 著的歷史小說Chains 之中，希基因為企圖謀殺華盛頓而被絞首並被提及。
- 2012年的電玩遊戲《刺客教條3》之中，希基以反派的身分出現。 儘管身為聖殿騎士教團的一員，他僅僅只為利益而加入。 在遊戲中，他計畫刺殺喬治·華盛頓好讓查爾斯·李被推舉為總指揮官，卻在成功之前被康納所殺，而康納在故事中取代了希基在絞刑台上的位置。為希基配音的是艾倫·里奇。
- 在AMC的電視影集《逆轉奇兵》之中，希基以華盛頓將軍的保鑣身分登場，並在第二季的結尾參與刺殺華盛頓的計畫。希基後來在第三季的第一集因為他的背叛行為而被處以絞刑。

## 來源
- Van Doren, Carl. Secret History of the American Revolution. New York: Viking Press, 1941.
- Article: "Thomas Hickey court martial" （页面存档备份，存于）
- Ward, Harry M. George Washington's Enforcers: Policing the Continental Army. Carbondale, IL: Southern Illinois University Press, 2006.

來自The American Archives 的主要文件，由北伊利諾大學圖書館線上發布： 
- Complaint by Mr. Jay of the handbill published by General Scott, 17 June 1776 ("Whereas Michael Lynch and Thomas Hickey, two Soldiers in the Continental Army, are now confined in the City Hall under guard by order of this Congress...") Minutes of New York State Congress (?) disavowing jurisdiction in Lynch and Hickey cases and transferring them to Continental Army for court-martial proceedings.
- Thomas Hickey committed to prison, Letter to General Washington, enclosing Affidavits relating to Lynch and Hickey
- Thomas Hickey Court-martial (transcribed text)
- Deposition of Israel Youngs (Sworn the 26th day of June, 1776; witnessed and signed  by John Jay and Gouverneur Morris - a damning testimony in the Hickey case, presented by two of the top leaders of the American Revolution, not mentioned in proceedings of Hickey's court-martial)
- At a Council of General Officers, held at Headquarters, 27 June 1776
- Warrant for the execution of Thomas Hickey, at Headquarters, New-York, 28 June 1776 from George Washington
- General Orders, Headquarters, New-York, 27 June 1776 ("Thomas Hickey... [to] be hanged to-morrow at eleven o'clock")
- GENERAL WASHINGTON TO PRESIDENT OF CONGRESS, New-York, 28 June 1776. [Read 1 July 1776.] (Written on the morning of 28 June, just a few hours before the execution of Thomas Hickey).
- Archive.today的存檔，存档日期2012-12-12 Return of warrant of execution from the Provost-Marshal to Gen. George Washington indicating that Hickey had been executed as directed
- General Orders, Headquarters, New-York, 28 June 1776 (On the "unhappy fate of Thomas Hickey")